# Terrell McClain
Terrell McClain (* 20. Juli 1988 in Tampa, Florida) ist ein US-amerikanischer American-Football-Spieler auf der Position des Defensive Tackles. Er ist aktuell ein Free Agent. In der National Football League (NFL) spielte er unter anderem für die Carolina Panthers und die Dallas Cowboys.

## Frühe Jahre
McClain ging in Pensacola, Florida, auf die High School. Später besuchte er die University of South Florida.

## NFL

### Carolina Panthers
McClain wurde im NFL-Draft 2011 in der dritten Runde an 65. Stelle von den Carolina Panthers ausgewählt. Nachdem er in 12 Spielen in seiner ersten Saison als Starter auf das Feld gegangen war, wurde er am 6. Dezember 2011 wegen einer Knieverletzung auf die Injured Reserve List gesetzt. Kurz vor der Saison 2012, am 2. September 2012, wurde er von den Panthers entlassen.

### New England Patriots
Am 26. September 2012 unterschrieb er einen Vertrag bei den New England Patriots, doch bereits am 2. Oktober 2012 wurde er wieder entlassen.

### Houston Texans
Am 29. Oktober 2012 unterzeichnete McClain einen Vertrag bei den Houston Texans. In der Saison 2013 stand er zum ersten und bisher einzigen Mal bei allen 16 Spielen auf dem Feld.

### Dallas Cowboys
Am 12. März 2014 unterschrieb er einen Vertrag bei den Dallas Cowboys. In der Saison 2016 hatte er seine statistisch gesehen bisher beste Saison: 40 Tackles, 2.5 Sacks, 2 erzwungene Fumbles.

### Washington Redskins
Einen neuen Vertrag erhielt er am 10. März 2017 bei den Washington Redskins. Nach der Saison, am 30. April 2018, wurde er entlassen.

### Atlanta Falcons
Am 11. Mai 2018 unterzeichnete McClain einen Vertrag bei den Atlanta Falcons.

### Arizona Cardinals
Am 22. Mai 2019 unterschrieb er einen Vertrag bei den Arizona Cardinals. Noch vor der Saison wurde er von den Cardinals entlassen.

### Kansas City Chiefs
Am 8. Oktober 2019 unterzeichnete er einen Vertrag bei den Kansas City Chiefs. Am 19. Oktober wurde er bereits wieder entlassen.

### Oakland Raiders
Am 30. Oktober 2019 unterschrieb er einen Vertrag bei den Oakland Raiders. Am 12. Dezember 2019 wurde er entlassen.